# Красногорка (Полтавская область)
Красногорка (укр. Красногірка) — село,
Андреевский сельский совет,
Машевский район,
Полтавская область,
Украина.
Код КОАТУУ — 5323080402. Население по переписи 2001 года составляло 258 человек.

## Географическое положение
Село Красногорка находится на берегах реки Липянка,
выше по течению примыкает село Андреевка,
ниже по течению примыкает село Михайловка.
На реке несколько запруд.

## История
- 1781 — дата основания.

## Экономика
- Молочно-товарная ферма.